# Sainte Pexine
Pour les articles homonymes, voir Sainte Pexine (homonymie), Sainte Pazanne, Sainte Pezenne et Sainte Pitère.
Sainte Pexine (en latin : Sancta Pecina) est une vierge et martyre peu connue dont l'origine pose débat tant sur son époque que sur son histoire. Elle serait morte vers 726. 
Des variantes de ce nom sont nombreuses ; on en dénombre plus d'une dizaine. On dit : sainte Pechine, sainte Pecine, sainte Pécine, sainte Peccina, sainte Pecinna, sainte Pacinne, sainte Pezenne, sainte Pezaine, sainte Pazanne, sainte Posanne, sainte Possène,, sainte Persévérande, sainte Perseveranda,, sainte Pitère, sainte Piterre, sainte Pithère,,... 
Elle se fête officiellement le 26 juin selon le martyrologe romain publié par l'ordre de Grégoire XIII, mais d'autres sources évoquent le 25 juin,.

## Hagiographie

### Époque
Elle est une vierge du VIIIe siècle. Sainte Pexine est peu connue et identifiée par la plupart des hagiographies avec sainte Pazanne et sainte Pezenne. Dom Chamard, émet une opinion personnelle sur la question de sa date et la fait mourir au contraire au commencement du IVe siècle, plus de cent ans avant saint Brice.

### Histoire
Une version parle de Sainte Pécine (Sancta Pisenna), d'une vierge qui a fui l’Espagne conquise par les Sarrasins et qui est venue se réfugier dans le diocèse de Poitiers.
Une autre version dit qu'elle fut chassée d'Espagne par un préteur romain. 

« Sainte Pechine, dont on prétend que le véritable nom est Sainte Persévérande. Elle étoit Espagnole ; & ayant mené une vie austère, pénitente & chrétienne, du temps des persécutions, avec une autre Vierge nommée Sainte Colombe, un Préteur Romain & Païen les chassa d'Espagne, & elles passèrent en France. Sainte Pechine mourut en Poitou dans un petit lieu nommé Thorignac. Hugues de France, Comte de Vermandois, ayant fait la guerre dans cette province, découvrit ses reliques, les emporta, & crut avoir fait une grande conquête. II les fit transporter à Saint-Quentin, bâtit une église exprès, & fonda une collégiale en l'honneur de cette Sainte. »

— André-Guillaume Contant d'Orville, André René de Voyer d'Argenson de Paulmy, Mélanges tirés d'une grande bibliothèque, Volume 21 - Page 184 et  185 - Publié en 1783,

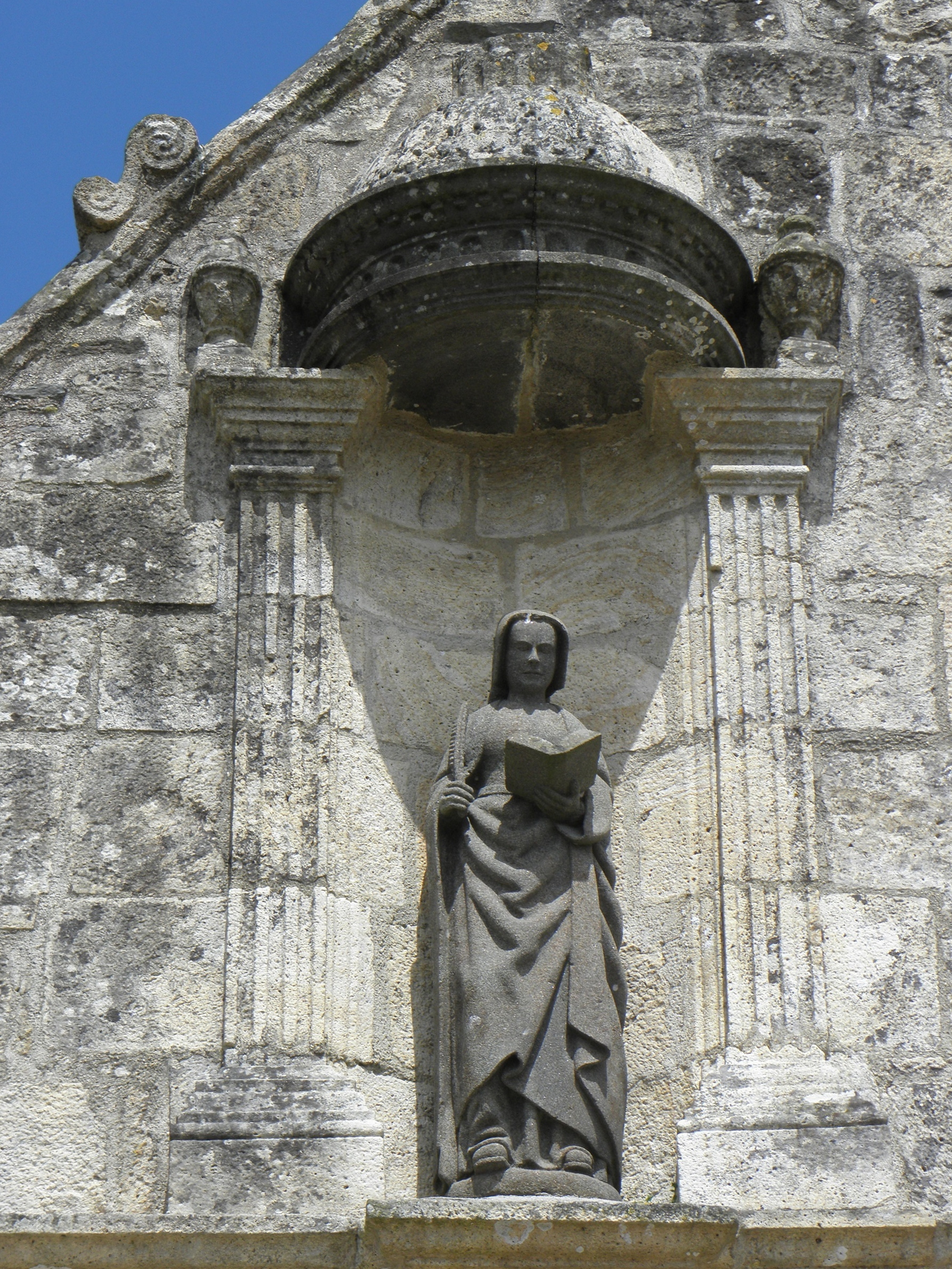
Le Tréhou, église Sainte-Pitère, statue de sainte Pitère au-dessus du porche.

Une autre version parle de Sainte Pexine, une jeune princesse espagnole persécutée par son père et qui marcha sept jours pour s'en venir mourir d'épuisement vers 732 aux portes de Niort, au lieu-dit Tauvinicus, aujourd'hui appelé Sainte-Pezenne,,,.
Une autre version dit qu'elle fut persécutée par un seigneur du nom d'Olivier. 

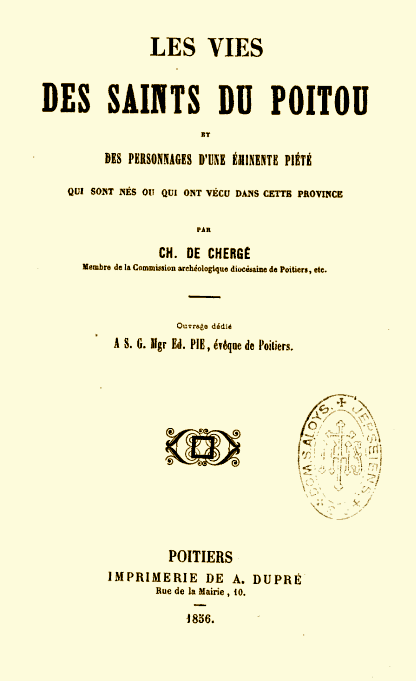
Page de garde du livre Vies des Saints du Poitou ou des personnages d'éminente piété - Par Charles de Chergé - Publié en 1856

« Sainte Macrine et sa sœur sainte Colombe [...] Issues d'une noble race et vouées dès leur plus tendre jeunesse aux œuvres de la piété la plus vive, les deux saintes filles avaient formé le projet de se consacrer tout entières au Seigneur, lorsqu elles virent arriver près d'elles une compagne animée des mêmes sentiments. C'était Pécine ou Pexine Pecinna appelée aussi Persévérante et dont on a fait aujourd'hui Pezenne. Elle était originaire d'Espagne non loin des Pyrénées, et c est ce qui a fait penser que les deux saintes sœurs qu elle vint rejoindre pouvaient être sorties du même pays. Quoi qu'il en soit, elles se rendirent en Aquitaine et vinrent s'établir sur les confins du Poitou à quelques journées de la ville de Niort. Le bruit de leurs vertus ayant attiré près d'elles de saintes compagnes, elles se firent bientôt construire un monastère où elles espéraient vivre dans la paix et le recueillement. Mais un seigneur voisin du nom d'Olivier avait ouï parler de la beauté de ces anges de la terre, et, comme il était aussi impie qu il était grossier, il voulut les attirer près de lui et donna l'ordre à ses gardes d'aller au plutôt les quérir.
Sainte Colombe avait su par révélation les malheurs dont était menacé le vertueux troupeau ; elle en avait prévenu ses sœurs, et lorsque les satellites d'Olivier se présentèrent, elle eut le bonheur de pouvoir se dévouer seule pour ses compagnes : elle fut conduite devant l'infâme ; mais lorsque celui-ci apprit quels trésors de beauté renfermait encore le saint asile si miraculeusement respecté par ses soldats, il jura de s en rendre maître et dirigea vers ces lieux de nouvelles cohortes.
Averties aussi par un songe des dangers qu elles couraient, les pieuses recluses prirent aussitôt la fuite, suppliant le Seigneur d'être leur guide et leur appui.
Après sept jours d'une marche pénible au travers des forêts et des lieux déserts, les deux saintes filles accablées de fatigue s'arrêtèrent pour prendre quelque repos ; mais tout à coup Macrine vit sa compagne pâlir et expirer presque sur le champ dans ses bras.
Aidée par de généreux chrétiens, Macrine fit transporter les restes de Pécine dans un village tout près de Niort sur la rive droite de la Sèvre. Ce village alors appelé Tauvinicus prit plus tard le nom de la bienheureuse et c'est aujourd'hui Sainte-Pezenne. Mais, avant d'atteindre ce lieu de repos, Macrine, poursuivie par les satellites d'Olivier, serait tombée au pouvoir du persécuteur, si le chef de la cohorte n'eût été lui-même frappé miraculeusement de cécité au moment où il allait porter une main profane sur l'épouse du Seigneur. [...]  »

— Charles de Chergé, Vies des Saints du Poitou ou des personnages d'éminente piété - 1856 - Page 180,

## Culte
Vers 1090, le comte de Vermandois, vainqueur du comte d'Anjou, profita du dépeuplement de la ville de Niort pour s'emparer des reliques de la sainte qui furent transportées à Saint-Quentin. Le culte a essaimé jusqu'en Bretagne, où la sainte est connue sous plusieurs noms.
On l'a représentée en longue robe tête nue à longs cheveux, les yeux fixés au ciel, une palme à la main à Sainte-Pazanne. Elle est représentée tête nue, en manteau, tenant un livre d'une main et une palme dans l'autre en l'Église Sainte-Pitère au Tréhou ; mais il s'agit sans doute d'une autre sainte Pitère, que la tradition locale dit être une sœur de saint Suliau, saint Thivisiau et saint Miliau.

## Lieux géographiques dont la sainte est éponyme.
La sainte a donné son nom à de nombreux lieux géographiques : 
- Sainte-Pexine
- Sainte-Pezenne
- Sainte-Pazanne